# Kubik Anna
Kubik Anna (Ősi, 1957. január 8. –) Kossuth- és Jászai Mari-díjas magyar színművésznő, érdemes művész.

## Indulása
Édesapja Kubik Lajos, édesanyja Berki Ilona. Két nővére közgazdasági végzettségű. Általános iskolába Ősiben járt, majd – mivel nyelvet akart tanulni – 14 évesen kollégistaként Székesfehérvárra járt gimnáziumba. Latin nyelvet tanult, mert ekkor még orvos szeretett volna lenni, de hamar kiderült, hogy nem bírja a vér látványát. A székesfehérvári Teleki Blanka Gimnáziumban érettségizett.
Könyvesbolti eladó volt, majd az 1977-es Ki mit tud?-on szerepelt vers, próza műfajban.

## Pályafutása
1981-ben végzett a Színház- és Filmművészeti Főiskolán, Kazimir Károly és Iglódi István tanítványaként. Ezután a Nemzeti Színházhoz került, 1991-től a Budapesti Kamaraszínház, majd a Művész Színház, végül a Thália Színház művésznője lett. 1999-től újból a Nemzeti, illetve 2000-ben Pesti Magyar Színház szerződtette, ahol 2013-ig maradt. 2002-től vendégművésze volt az új Nemzeti Színház számos előadásának is. Még abban az évben hívták Székesfehérvárra, a Vörösmarty Színházba és Ráckevei Anna a debreceni Csokonai Nemzeti Színházba játszani, melynek 2022-ig volt tagja. De Szegeden is játszik, szívesen járja az országot. Székelyföldön gimnazistáknak tart verstábort.
A Bubik István-díj kuratóriumának elnöke 2005 óta.

## Magánélete
Férjétől, Csiszár Imre rendezőtől 1998 körül elvált. Közös gyermekük Csiszár Virág (1990). Házasságát megelőzően Bubik István, válását követően a 2008-ban ugyancsak autóbaleset következtében elhunyt Selmeczi Roland párja volt.

## Színpadi szerepei
A Színházi adattárban regisztrált bemutatóinak száma: 105; ugyanitt ötven színházi felvételen is látható.
- Olt Tamás: Minden jegy elkelt – Fedák Sári
- Longfellow: Hiawata
- McCoy: A lovakat lelövik ugye? – Mansky
- William Shakespeare: A vihar – Ceres
- Ödön von Horváth: A végítélet napja – Anna
- Verebes István: Kettősünnep – Bisitczné
- Hubay Miklós: Túsz-szedők – Hermione
- Balogh Elemér–Kerényi Imre: Csíksomlyói passió – Ancilla
- Arthur Miller: A világ teremtése és egyéb ügyek – Éva
- Cormon-D'Ennery: A két árva – Henriette
- Zilahy Lajos: Fatornyok
- Viktor Szlavkin: Egy fiatalember felnőtt lánya – Ella
- Ingmar Bergman: Fafestmény
- Shakespeare: Rómeó és Júlia – Júlia; Júlia dajkája
- Hubay: Különös nyáréjszaka – komorna
- Molnár Ferenc: Valaki – Edit
- Szophoklész: Magyar Electra – Electra
- Fekete Sándor: A Lilla-villa titka – Yvonne
- Módos Péter: ... és itt a Földön is – Berta
- Hubay: Freud, az álomfejtő álma (Különös nyáréjszaka) – a Múzsa
- Shakespeare: János király – Kasztíliai Blanka
- George Bernard Shaw: Tanner John házassága (Ember és felsőbbrendű ember) – Anna
- Makszim Gorkij: Jegor Bulicsov és a többiek – Alekszandra
- Gosztonyi János: A festett király – Mária
- Szörényi–Bródy: István, a király – Réka; Boglárka
- Sütő András: Advent a Hargitán – Árvai Réka; Kisréka
- Shakespeare: A velencei kalmár – Portia
- Katona József: Bánk bán – Gertrudis; Melinda
- Georg Büchner: Woyzeck – Marie
- Schultz Sándor: Barátaim, kannibálok! – Mici
- Borisz Paszternak: Doktor Zsivago – Lara
- Osztrovszkij: Erdő – Akszjusa
- Bertolt Brecht: A kaukázusi krétakör – Gruse
- Csokonai Vitéz Mihály: Az özvegy Karnyóné – Boris
- Misima Jukio: Sade márkiné – Renée
- Renée MacDonald: Csúcstalálkozó – Eva Braun
- Eörsi István: Sírkő és kakaó – Pitiné
- Remenyik Zsigmond: Pokoli disznótor
- Molière: Tartuffe – Elmira
- Ariel Dorfman: A halál és a leányka – Paulina Salas
- Örkény István: Kulcskeresők – Nelli
- Brecht: Koldusopera – Polly Peachum
- Shakespeare: Vízkereszt, vagy amit akartok – Mária
- Charlotte Brontë: Üvöltő szelek – Catherine Earnshaw
- Federico García Lorca: Yerma – Yerma
- Molière: Tudós nők – Henriette
- Csehov: Ványa bácsi – Jelena Andrejevna
- Shaw: Szent Johanna – Johanna
- Fejes Endre: Rozsdatemető – Pék Mária
- Osborne: Redl....Deljanov grófné
- Sławomir Mrożek: Szerelem a Krímben – Tatjana Jakovlevna Borovgyina
- Nagy András: Don Juan, a sevillai, a kővendég és a szédelgő – Zerlina
- Per Olov Enquist: Képcsinálók – Tora Teje
- Tamási Áron: Énekes madár – Regina
- Bereményi Géza: Az arany ára – Monoriné
- Shakespeare: Szentivánéji álom – Titánia
- Egon Wolff: Papírvirágok – Eva
- Friedrich Schiller: Ármány és szerelem – Lady Milford
- Pozsgai Zsolt: A család játékai – Lívia
- Choderlos de Laclos: Veszedelmes viszonyok – Tourvel elnökné
- Örkény István: Drága Gizám!
- Shakespeare: Téli rege – Hermione
- Márai Sándor: A gyertyák csonkig égnek – Krisztina
- Csukás István: Tükörbohócok
- Henrik Ibsen: Peer Gynt – Aase
- Gogol: Az orr – Praszkovja Oszipovna
- Niklas Radström: Búcsúkvartett – Irina
- Cristina Gottfridsson: Kirúgberúg – Anya; Tanárnő
- Pozsgai Zsolt: Boldog bolondok....Constanze
- Horváth Lajos: Anna – Júlia – Losonczi Anna
- Pozsgai: Szabadságharc Szebenben – Édes
- Rejtő Jenő: A néma revolverek városa – Magde
- Molnár Ferenc: A testőr – a színésznő
- Tamási: Ábel....édesanya
- Márai: Egy úr Velencében – Franciska
- Szigligeti Ede: Liliomfi – Kamilla kisasszony
- Vörösmarty Mihály: Árpád ébredése
- Tamási: Énekes madár – Gondos Eszter
- Edward Albee: Kényes egyensúly – Claire
- Brecht: A szecsuáni jó ember – Sin asszony
- Molnár Ferenc: Liliom – Muskátné
- Jókai Mór: A kőszívű ember fiai – Baradlayné
- Ifj. Alexandre Dumas: A kaméliás hölgy – Prudence
- Szabó Magda: Régimódi történet: Rickl Mária
- Molnár Ferenc: Az üvegcipő – Adél[17]

## Filmjei

### Játékfilmek
- Ki beszél itt szerelemről? (1979)
- Kojak Budapesten (1980)
- A transzport (1981)
- Talpra, Győző! (1982)
- Első kétszáz évem (1985)
- Valahol Magyarországon (1987)
- Nyitott ablak (1988)
- Groteszk (1989)
- Vörös vurstli (1991)
- A rossz orvos (1996)
- Kilakoltatás (2000)
- Üvegfal (2005)
- A Baxun invázió (2005)
- Csendkút (2007)
- Sínjárók (2007)
- Az ügynökök a paradicsomba mennek (2010)
- Nincs kegyelem (2016)
- Magunk maradtunk (2022)

### Tévéfilmek
- Bajuszverseny (1973)
- Rettegés és ínség a Harmadik Birodalomban (1980)
- Szerelmem, Elektra (1980)
- Rest Miska (1981)
- Napos oldal (1983)
- Csodatopán (1984)
- Szálka, hal nélkül (1984)
- A tanítónő (1985)
- Tánya (1986)[18]
- Dada (1987)
- Vadkacsavadászat (1989)
- A megközelíthetetlen (1989)
- Advent a Hargitán (1994)
- Az én folyóm (2001)
- A szivárvány harcosa (2001)
- Karácsony verse (2003)

### Tévéfilmsorozatok
- Különös házasság 1-4. (1984)[19][20]
- Frici, a vállalkozó szellem (1993)[21]

## Hangjátékok
- E.T.A. Hoffmann: Az arany virágcserép (1982)
- Hugo Raudsepp: A naplopó (1988)
- Kisfaludy Károly: A hűség próbája (1989)
- Ruitner Sándor: Lacrimosa (1991)
- Mészöly Miklós: Ablakmosó (1992)
- Szepességi történet (1994) – Anna[22]
- Nagy Ignác: A vendégszerep (1994)
- Ambrus Zoltán: Giroflé és Girofla (1995)
- Eörsi István: Sírkő és kakaó (1995)
- A buszmegálló, avagy mikor jön a hathúszas? (2016) - Malvin

## CD-k és hangoskönyvek
- Zsoldos Xavér, Kovács Márk, Bánhegyi Jób és Heckenast Kolos: Áldás, áldomás (közreműködő, 2010)[23]
- Felix Salten: Bambi (ford. Fenyő László, 2007)[24]
- Szabó Magda: Bárány Boldizsár (2007)[25]

## Szinkronszerepei
- A farm ahol élünk: Grace Snider Edwards – Bonnie Bartlett
- Az igazak ügyvédje: Beatrice Kingdom – Hermione Norris
- Boszorkák: Lilith Hughes – Geraldine James
- Columbo – A türelmetlen hölgy (Lady in Waiting) – Susan Clark
- Frank Riva: Catherine Sinclair – Mireille Darc
- Médium – A túlvilág kalandorai: Alison Mundy – Lesley Sharp
- NCIS – Tengerészeti helyszínelők: Jenny Shepard – Lauren Holly
- Nora Roberts: Kék füst: Bianca Hale – Talia Shire
- Telefonos kisasszonyok: Belinda – Kelle Spry
- Te szent ég!: Lotte Albers – Jutta Speidel
- Tremors: Nancy Sterngood – Marcia Strassman
- Túszharc: Janis Goodman – Pamela Reed
- Vad angyal: Luisa Rapallo de Di Carlo – Fernanda Mistral
- Viharsziget: Rachel 2 – Patricia Clarkson
- Ments meg! (Rescue Me): Maggie Gavin – Tatum O’Neal
- The Walking Dead!: Carol Peletier – Melissa McBride

## Díjai, kitüntetései
- Rajz János-díj (1983)
- Farkas–Ratkó-díj (1985)
- Jászai Mari-díj (1986)
- Az országos színházi találkozó legjobb női alakítás díja (1986)
- Erzsébet-díj (1987)
- Magyar Művészetért díj (1988)
- A film- és tv-kritikusok díja (1989)
- Érdemes művész (2002)
- Sík Ferenc-emlékgyűrű (2004)
- Bartók-emlékdíj (2006)
- Kazinczy-díj (2007)
- Magyar Örökség díj (2007)
- Főnix díj (2007, 2010, 2012)
- Ivánka Csaba-díj (2007)
- Ősi díszpolgára (2008)[26]
- Alternatív Kossuth-díj (2009)
- Kossuth-díj (2011)
- Iglódi István-emlékgyűrű (2011)
- Budapest díszpolgára (2012)
- Aranyalma díj (Fejér Megyei Hírlap) – 2013 év legjobb színésze (2014)[27]
- Tolnay Klári-díj (2016)[28]
- A Magyar Érdemrend középkeresztje (2020)[5]